# Фотоакустична спектроскопія
Фотоакустична спектроскопія (англ. photoacoustic spectroscopy, рос. фотоакустическая спектроскопия) — метод спектроскопії, що ґрунтується на фотоакустичному ефекті.